# Когалинський сільський округ (Шиєлійський район)
Когали́нський сільський округ (каз. Қоғалы ауылдық округі, рос. Когалинский сельский округ) — адміністративна одиниця у складі Шиєлійського району Кизилординської області Казахстану. Адміністративний центр та єдиний населений пункт — село Турсинбай-датка.
Населення — 1021 особа (2021; 1348 у 2009, 1013 у 1999, 1018 у 1989).
Станом на 1989 рік існувала Тартогайська сільська рада (села Бектас, Когали, Тартогай). Пізніше село Когали (нині Турсинбай-датка) утворило окремий Когалинський сільський округ.